# Marionina swedmarki
Marionina swedmarki är en ringmaskart som beskrevs av Lasserre och Erséus 1976. Marionina swedmarki ingår i släktet Marionina och familjen småringmaskar. Inga underarter finns listade i Catalogue of Life.